# Venteuges
Venteuges ist eine französische Gemeinde mit 341 Einwohnern (Stand 1. Januar 2022) im Département Haute-Loire in der Region Auvergne-Rhône-Alpes (vor 2016 Auvergne). Sie gehört zum Arrondissement Brioude und zum Kanton Gorges de l’Allier-Gévaudan. Die Einwohner werden Venteugeois genannt.

## Geographie
Venteuges liegt etwa 33 Kilometer westsüdwestlich von Le Puy-en-Velay.
Nachbargemeinden von Venteuges sind Desges im Norden und Nordwesten, Chazelles im Norden, Pébrac im Norden und Nordosten, Charraix im Nordosten, Cubelles im Osten und Nordosten, Saugues im Süden und Osten sowie La Besseyre-Saint-Mary im Westen.

## Bevölkerungsentwicklung
| Jahr                       | 1962 | 1968 | 1975 | 1982 | 1990 | 1999 | 2006 | 2011 | 2017 |
| -------------------------- | ---- | ---- | ---- | ---- | ---- | ---- | ---- | ---- | ---- |
| Einwohner                  | 729  | 663  | 569  | 540  | 468  | 380  | 370  | 362  | 347  |
| Quellen: Cassini und INSEE |      |      |      |      |      |      |      |      |      |

## Sehenswürdigkeiten
- Kirche Saint-Jean-Baptiste
- Burgruine Meyronne
- Herrenhaus von La Fagette